# Rüdiger Thiele (Politiker)
Rüdiger Thiele (* 23. Mai 1936 in Berlin; † 28. September 1996 in Dresden) war ein deutscher Politiker (FDP). Er war Staatssekretär im Sächsischen Staatsministerium für Wirtschaft und Arbeit.

## Leben
Rüdiger Thiele wuchs in Berlin auf, wo sein Vater, Dr. Ernst Thiele Geschäftsführer des Deutschen Kunstrates war. Seine Mutter war Liselotte Thiele, geborene König aus einem Gut in Meseritz bei Posen. Ab 1956 studierte er Rechtswissenschaft in Köln. Während des Studiums wurde er Mitglied im Corps Silesia Breslau in Köln. Sein Referendariat verbrachte Thiele in Köln, London und Paris und promovierte danach mit einer Arbeit über das Brüsseler Zollwertabkommen zum Dr. iur.
1965 wurde Thiele Beamter in der Bundesfinanzverwaltung, wechselte 1968 in das Bundesfinanzministerium und 1969 in das Bundeskanzleramt. Dort wurde er bis zum stellvertretenden Leiter der Abteilung für Wirtschaft befördert, wobei er insbesondere für die europäische Wirtschaftspolitik zuständig war. Im Jahr 1990 ließ er sich nach Dresden versetzen, um dort als Staatssekretär für Wirtschaft im Sächsischen Staatsministerium für Wirtschaft und Arbeit an der deutschen Wiedervereinigung mitzuarbeiten.
Politisch gehörte Thiele der FDP an. Er war unter anderem Aufsichtsrat der Flughafen Dresden GmbH, der Leipziger Messe GmbH und der Wirtschaftsförderung Sachsen GmbH.

## Werke
- Der Normalpreisbegriff des Brüsseler Abkommens über den Zollwert der Waren vom 15.12.1950, Köln (Dissertation) 1965